# 수오이띠엔 놀이공원
수오이띠엔 놀이공원(베트남어: Khu du lịch Văn hóa Suối Tiên)은 베트남 호찌민 시 9군에 있는 놀이공원이다. 1995년에 개원하였고, 처음에는 6,600m²의 수출용으로 길러지는 비단뱀 농장이었다. 1989년부터 1990년까지는 수목원의 원목과 조각용 목재를 수출하였다. 1992년에 투자 자금이 마련되어 여행자용 명소로 개발되기 시작되었다. 1995년 놀이공원으로 공식 개장하게 되었다. 2008년에는 “세계의 유명한 놀이 공원 12선”에 선정된 바 있다. 2010년에는 BBC 매거진으로부터 “세계에서 가장 독특한 놀이공원 7선”에 선정되기도 했다.

## 시설
공원 내에는 여러 영역으로 나누어져 있으며, 그 명소와 풍경은 베트남의 역사와 아우꺼(Âu Cơ)와 락롱꽌(Lạc Long Quân), 선띤 - 터이띤(山精·水精, Son Tinh - Thuy Tinh) 등의 전승에 근거한다.
공원 내에는 티엔돈 비치, 거대한 황제의 얼굴 조각으로 알려진 인구 해수풀장이 있다. 공원 내의 장식된 극채색에서 파란색과 오렌지색의 거대한 용조각, 빨간 불상과 녹색의 정원, 공룡으로 꾸며진 정원 등을 볼 수 있다. 또한 악어 농장(Crocodile Kingdom)에서 악어 낚시는 일본의 TV 프로그램에 소개된 적도 있다.
개장 시간은 주중, 주말 8시부터 17시 30분까지며, 휴일에는 7시에 개장하여 11시까지 문을 연다.
2020년 개통을 목표로 현재 공사 중인 호치민 지하철 1호선은 수오이띠엔 공원 역이 건설될 예정이다.

## 갤러리

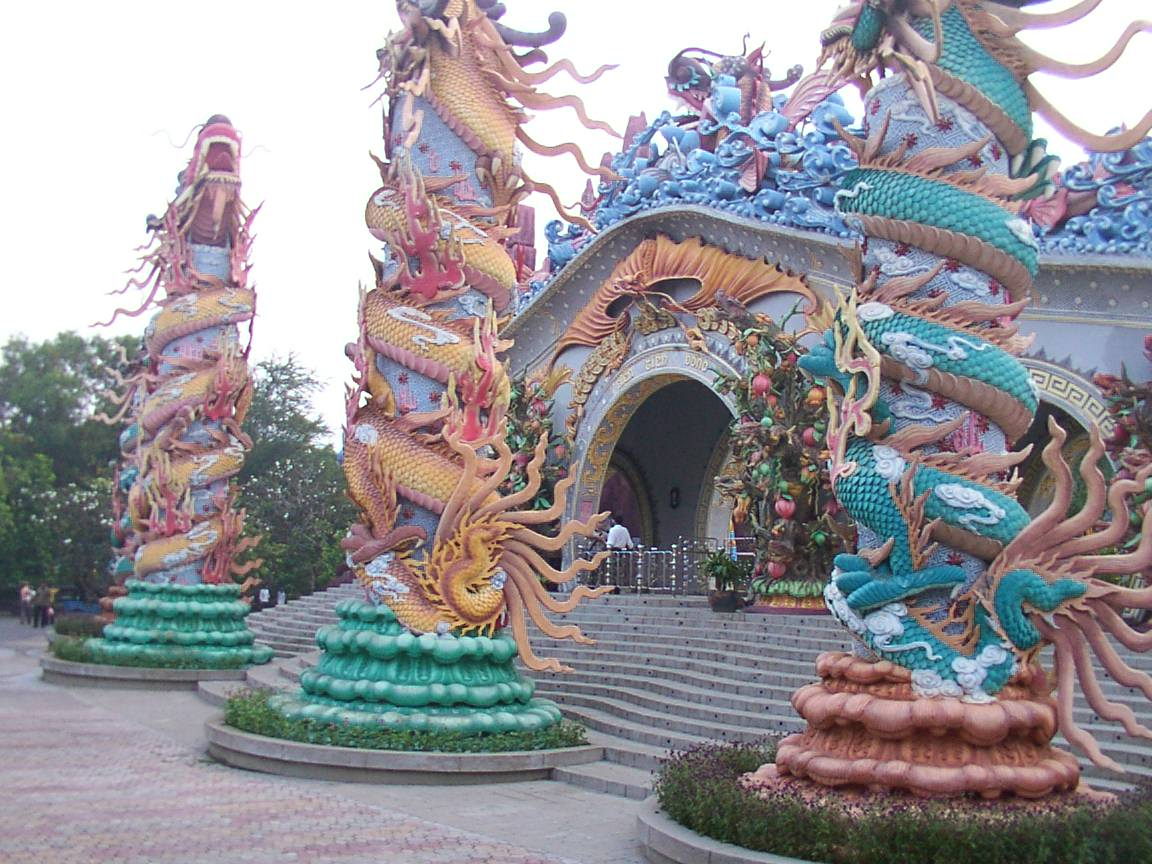
티엔돈 풀장 입구
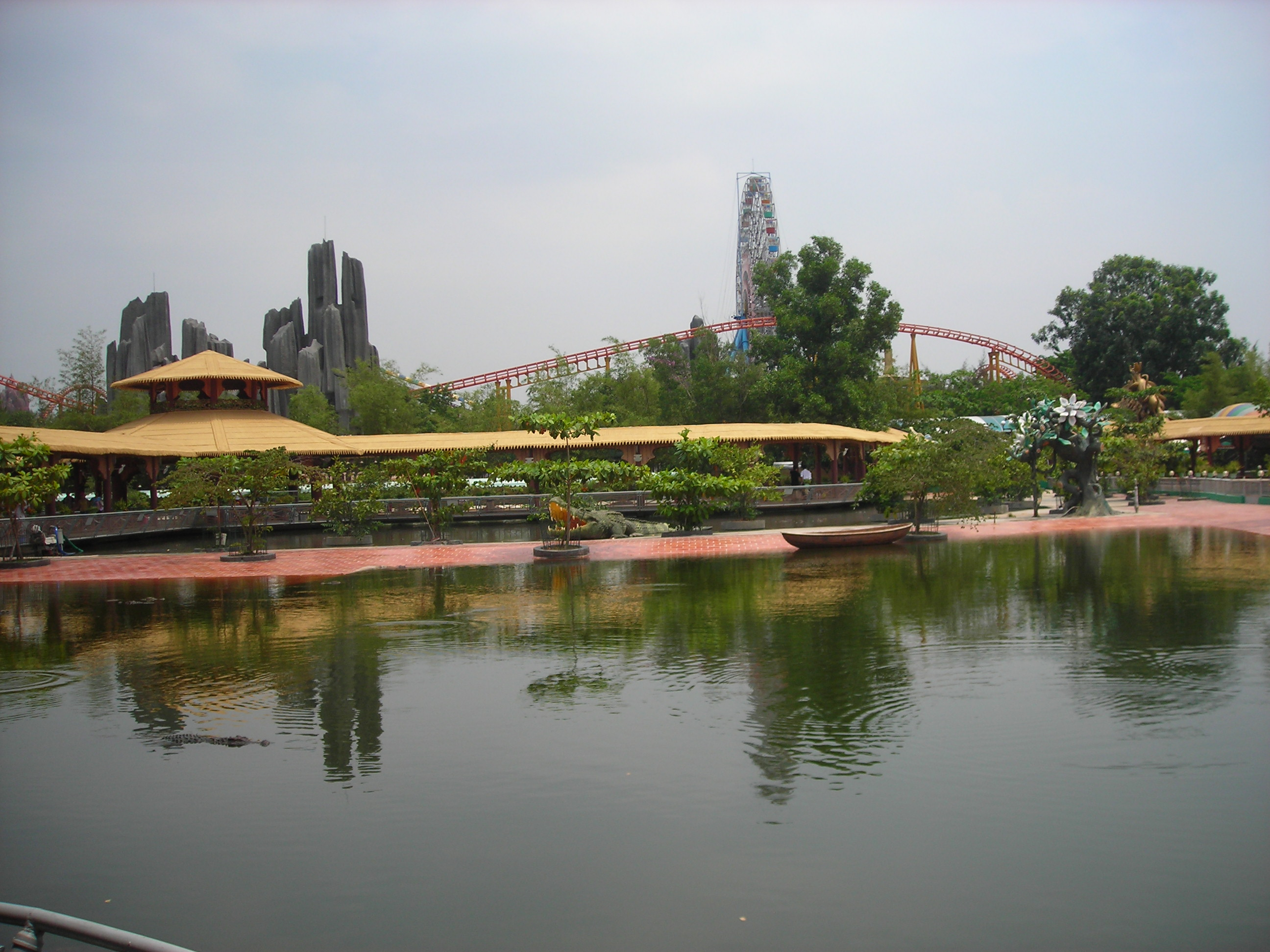
악어농장과 대관람차
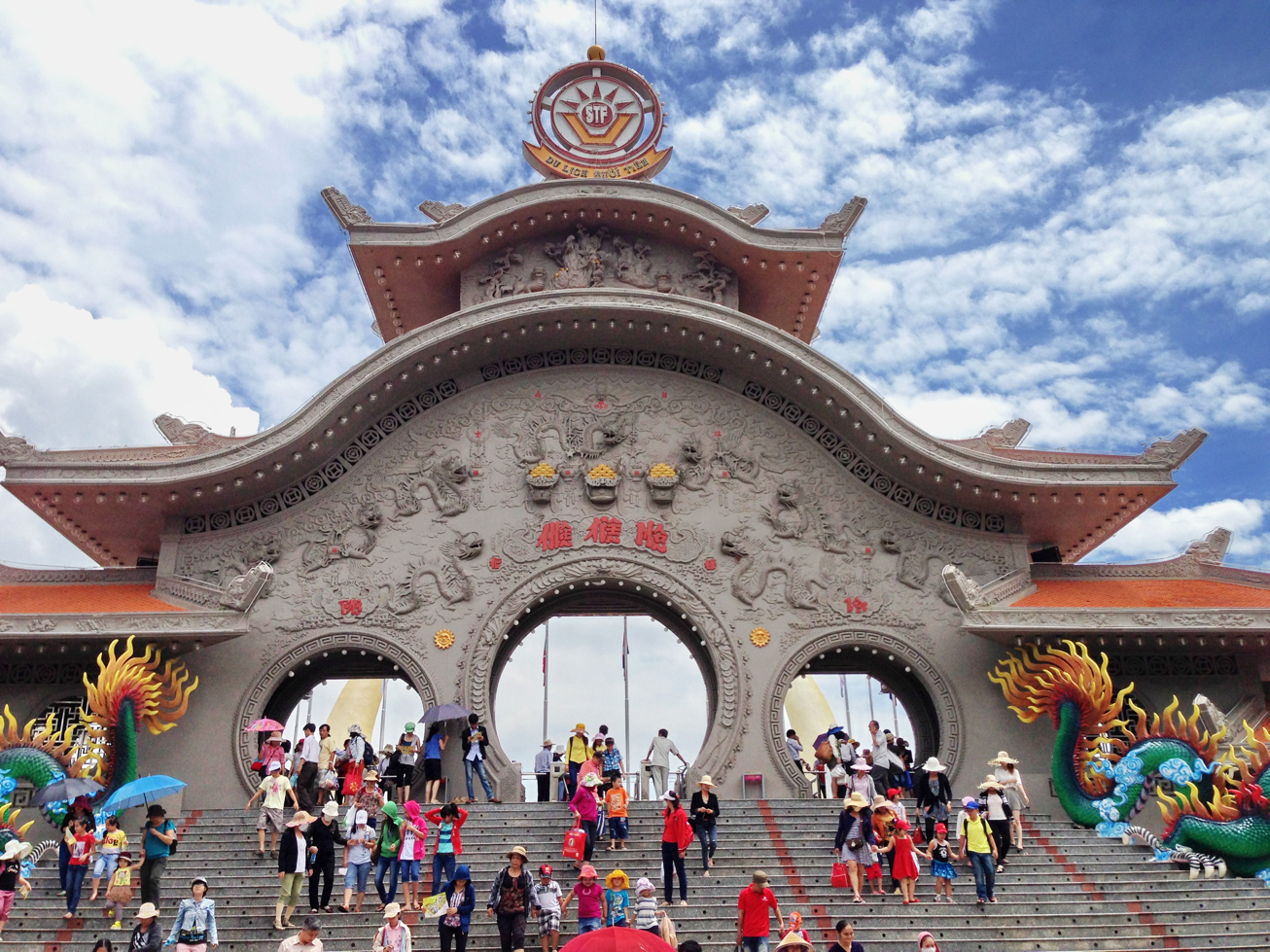
쿠두린
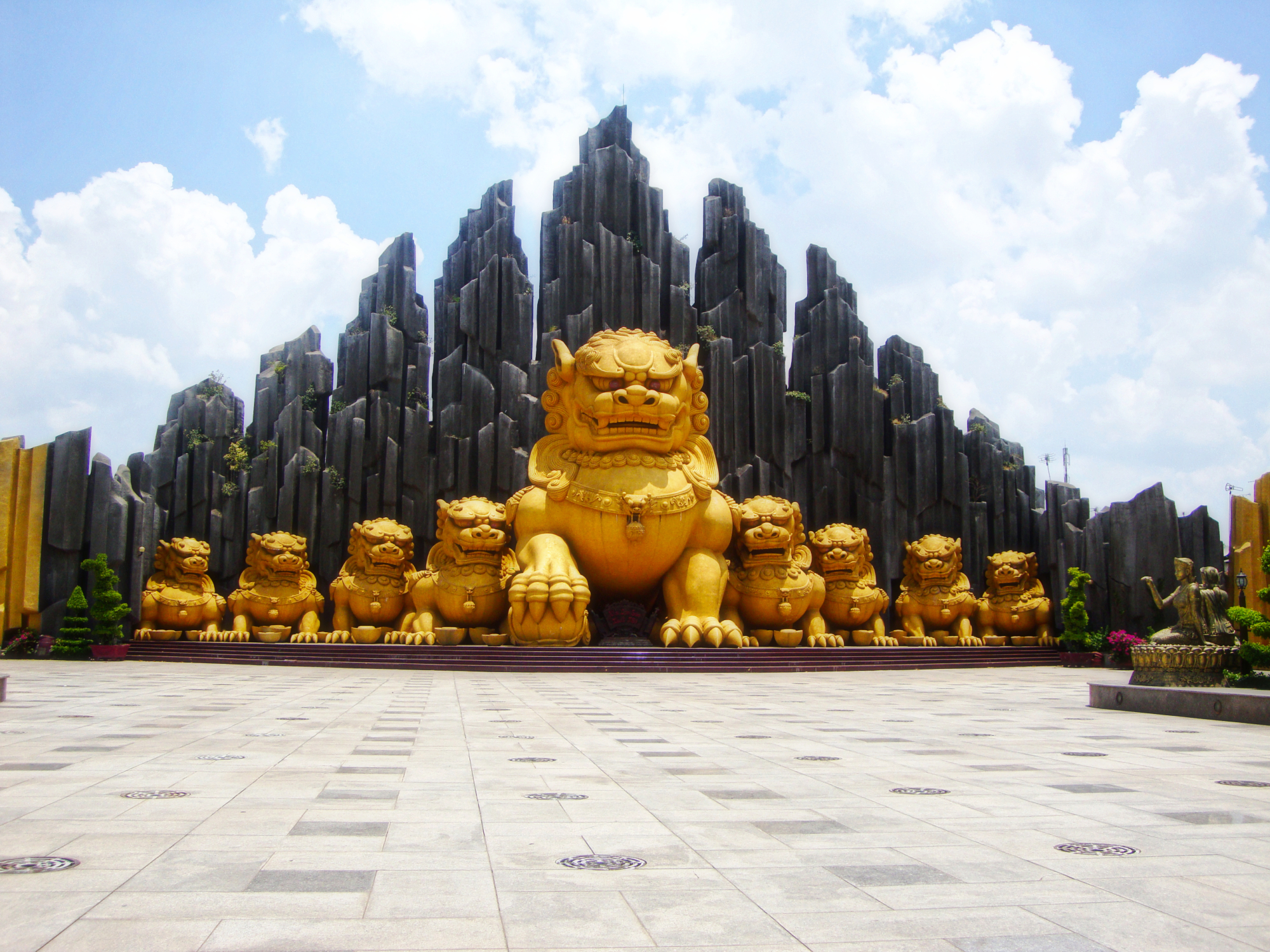
공원 내 풍경
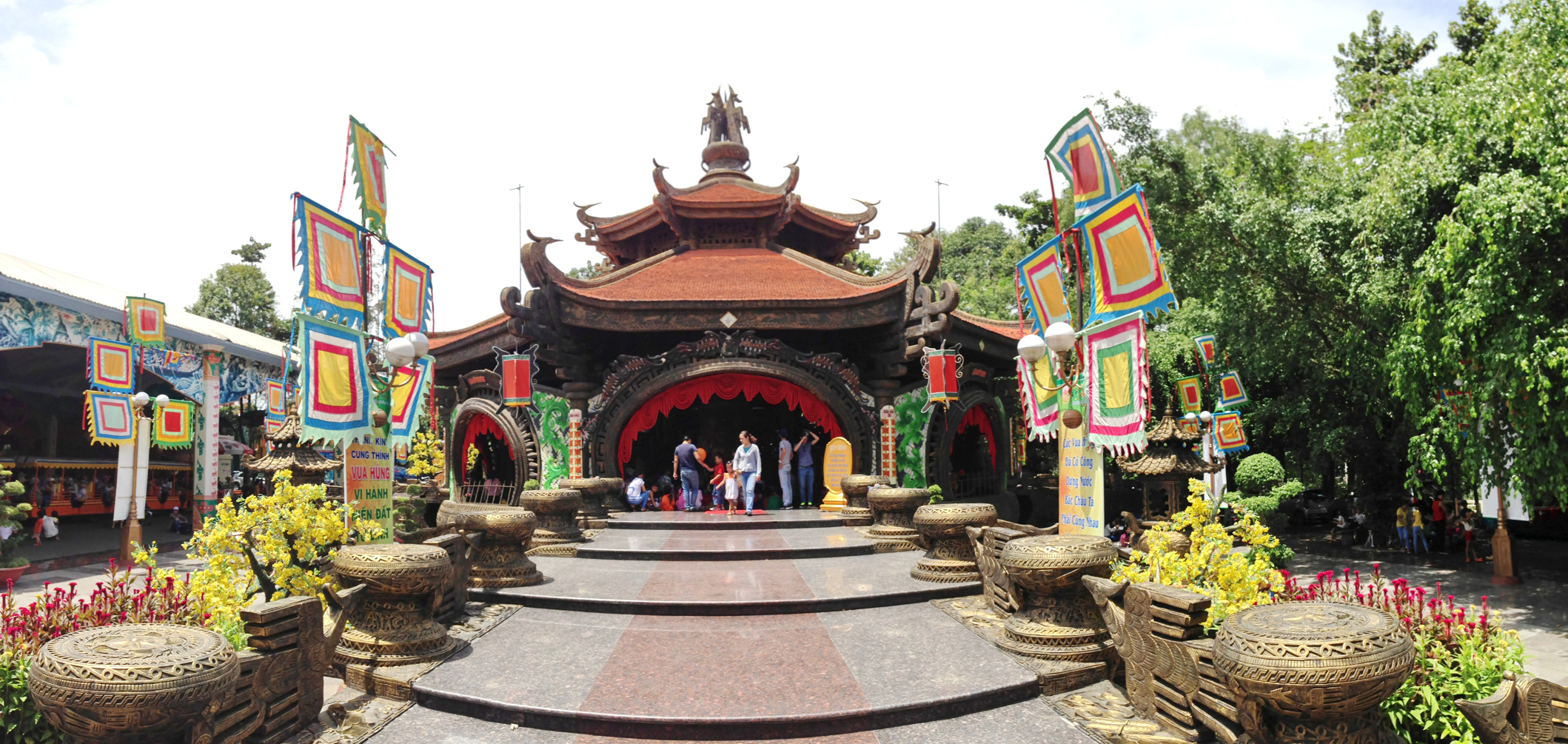
공원 내 풍경